# Макіївський державний науково-дослідний інститут з безпеки робіт у гірничій промисловості
Макіївський державний науково-дослідний інститут з безпеки робіт у гірничій промисловості (МакНДІ) — створений 19 травня 1927 р. на базі Макіївської центральної гірничорятувальної і науково-дослідної станції, заснованої в 1907 р. Знаходиться в м. Макіївка, Донецька область, Україна.
Має 12 відділів та близько 50 лабораторій.

## Напрями діяльності
Головне спрямування інституту — розробка, вдосконалення та впровадження нових технічних рішень у галузі безпеки гірничих робіт, експертиза технічної документації та дослідних зразків вибухобезпечного гірничого обладнання, держконтрольні випробовування нової гірничої техніки, технічна експертиза обставин аварій на шахтах, наукове правил безпеки у вугільних шахтах, вимог і норм безпеки до обладнання, машин, механізмів та матеріалів, які застосовуються у вугільних шахтах та інших підприємствах гірничої промисловості.
Основні напрямки діяльності:
- методи та засоби провітрювання гірничих виробок та їх дегазації;
- боротьба з раптовими викидами вугілля, породи та газу;
- боротьба з рудниковим пилом;
- засоби безпечного ведення підривних робіт;
- безпека робіт на рудниковому транспорті;
- засоби індивідуального захисту шахтаря;
- безпека робіт при застосуванні електроенергії в шахтах та ін.

При МакНДІ діє аспірантура та спеціалізована вчена рада за спеціальністю «Охорона праці та пожежна безпека».